# Euphorbia acanthothamnos
Euphorbia acanthothamnos — вид рослин із родини молочайних (Euphorbiaceae), поширений у Греції й Туреччині. Етимологія: дав.-гр. ἄκανθος — колюча рослина, θάμνος — «кущ».

## Опис
Голий хитромудро-розгалужений кущ або напівкущ 10–35 см заввишки. Старі гілки колючі. Листки 5–20 × 2–5 мм, від еліптичних до яйцюватих, тупі або ± гострі, цілісні. Суцвіття — зонтик. Приквітки хромово-жовті. Квіти жовті. Квітне навесні і раннім літом. Плід діаметром 3.5 мм. Насіння 2 мм, коричневе.

## Поширення
Поширений у Греції й Туреччині. Населяє сухі скелясті вапнякові схили, серпантинові схили під Pinus brutia, на висотах 30-300 метрів.